# Cy, Maia & Robert
Cy, Maia & Robert var i 1965-1968 en engelsk/dansk/fransk folkemusikgruppe. Den turnerede bl.a. med den amerikanske sanger Paul Simon i Jylland i 1965, lige som den varmede op for den engelske sanger Donovan ved hans koncerter i København og Malmö.
Trioen bestod af den engelske sanger og guitarist Cy Nicklin, den danske sangerinde, fløjte- og harmonikaspiller Maia Aarskov samt den franske sanger og guitarist Robert Lelièvre. En stor del af gruppens repertoire var tekster fra den amerikanske digter og sangskriver Paul Secon, som blev sat til musik af Robert Lelièvre.
Cy, Maia & Robert var især kendt for deres flerstemmige vokalharmonier, den stilsikre sceneoptræden og en velproduceret musik, der med reference til Peter, Paul and Mary lå tæt op ad tidens popmusik.
Uenighed om den musikalske udvikling medførte, at gruppen blev opløst i 1967. I et interview fortalte Cy Nicklin i 1976 om bruddet:
"... da Beatles fik udsendt "Revolver", slog det benene væk under mig. Sendte mig tilbage i stolen. Det var den slags musik, jeg ønskede at engagere mig i. Robert var mere interesseret i blues og ting som Julie Driscoll og Jimi Hendrix og ønskede at udvikle sig mere teknisk på guitar, som enhver guitarist jo bør. Og Maia ønskede at bibeholde det akustiske." 
Cy, Maia & Robert nåede at udsende to singleplader og to LP-plader. Efter den anden LP-udgivelse, var det tanken, at de skulle turnere i USA, men den indbyrdes tvivl om trioens musikalske fremtid gjorde, at planen aldrig blev realiseret.

## Om medlemmerne

### Cy Nicklin
Cy Nicklin (født 21. april 1944 i London i England) spillede trompet og saxofon. Efter at have hørt Jack Elliot og Peggy Seeger optræde i en folkemusikklub skiftede han imidlertid instrument til banjo. I 1962 blev den erstattet af en guitar. Cy Nicklin flyttede til Danmark, hvor han med afstikkere til England og Belgien optrådte sammen med den amerikanske banjospiller Bill Thornton. I Belgien mødte han Robert Lelièvre. Efter tiden med Cy, Maia & Robert var han med i Day Of Phoenix og fra 1970 medstifter af og sanger og guitarist i Culpeper's Orchard.
Cy Nicklin har komponeret musik til filmene Stine og drengene (1969) og Et døgn med Ilse (1971), hvor han også spiller en rolle. Han har desuden haft roller i Helle for Lykke (1969), og Hændeligt uheld (1971) . Siden har han virket som producer og lydtekniker for en lang række danske musikgrupper og solister . Bl.a. producerede han den danske gruppe TV-2s debutalbum Fantastiske Toyota.
Den danske folkemusikgruppe Cy er opkaldt efter Cy Nicklin. 

### Maia Aarskov
Maia Aarskov begyndte allerede som femårig at spille klaver, men stoppede igen som otteårig. Fra hun var 13 ledede hun i et år en jazzgruppe, hvorefter hun blev medlem af et sangkor. Maia Aarskov stiftede bekendtskab med den slaviske musik, hvorfor hun lærte at spille harmonika. Sammen med en fløjtenist og en trommeslager turnerede hun i Grækenland, Jugoslavien og Tyrkiet. Efter at have mødt Cy Nicklin i Danmark, forlod Maia Aarskov sin gruppe og begyndte at spille amerikansk inspireret folkemusik med ham. Sammen udgav de en single i 1965.
Efter tiden med Cy, Maia & Robert har Maia Aarskov udgivet plader i eget navn, ligesom hun har indspillet plader med flere andre som Alex Campbell og Cæsar. Hun synger med på Cæsars Storkespringvandet. Sammen med Per Dich udgav hun i 1967 singlen Jeg havde engang en båd/Visen om bomben. I en periode var Maia Aarskov tilknyttet administrationen omkring Dansk Danseteater . Maia Aarskov har lagt stemme til tegnefilmene Cirkeline (1970) og Bennys Badekar (1971), hvor hun synger Havfruens sang. Som skuespiller har Maia Aarskov spillet roller i tv-serien Det drejer sig om - Selskab (1968), samt i filmene Jeg elsker blåt (1968) og Balladen om Carl-Henning (1969). 

### Robert Lelièvre
Robert Lelièvre (1. oktober 1940 – 26. august 1973) opgav arkitektstudiet i 1962 for at rejse til Spanien med et jazzorkester. Efter at orkestret blev opløst, begyndte han at undervise franske turister i guitarspil. Robert Lelièvre spillede derefter sammen med Rich St. John, i Bruxelles, hvor han mødte Cy Nicklin, som tog ham med til Danmark. (Rich St. John var med i Steppeulvene, da de varmede op til Creams koncert i Falkoner Centret København i 1967).
Senere var Robert Lelièvre med i High Crossfield og i Pan, hvor han spillede sammen med blandt andre Arne Würgler. Robert Lelièvre tog sit eget liv i København den 26. august 1973. 

## Udgivelser med Cy, Maia & Robert
- Out Of Our Time (1967) – LP
- On The Scene (1966) – LP
- Green Rocky Road/Harvest Of Hate (1966) – single
- A church is burning/Take a look inside (1966) – single

### Radiooptrædener
Cy, Maia & Robert havde fire radiooptrædener:
- 5. august 1967 i udsendelsen Jazz, beat og folk
- 18. august 1967 i udsendelsen Jazzfestival
- 3. januar 1968 i udsendelsen Radioens Big Band
- 6. marts 1968 i udsendelsen Beat-aften

Umiddelbart efter den sidste udsendelse opløstes Cy, Maia & Robert.